# Brema

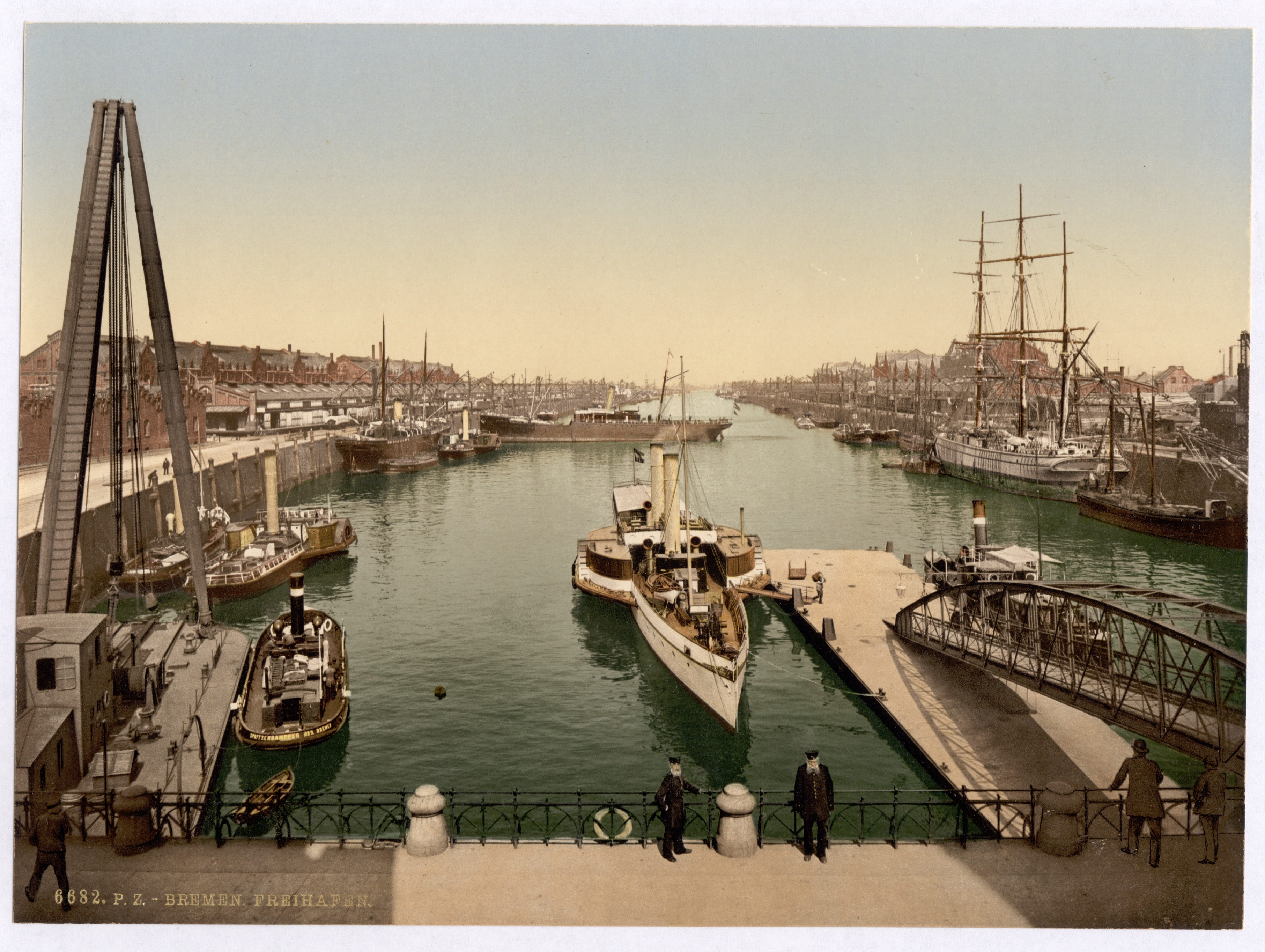
Il porto di Brema tra il 1890 e il 1900.

Brèma (in tedesco Bremen, AFI: /ˈbʁeːmən/, ) è una città situata nel nord-ovest della Germania.
La città di Brema è la capitale dello Stato di Brema al quale appartiene anche la cittadina di Bremerhaven (55 km circa a nord di Brema) ed è sede della maggior parte degli organi governativi ed amministrativi dello stato omonimo.
Ufficialmente, Brema si fregia del titolo di "comune urbano" (Stadtgemeinde Bremen), mentre il titolo "Libera Città Anseatica di Brema" (in tedesco Freie Hansestadt Bremen) invece si associa all'insieme dei due comuni cioè allo Stato di Brema (art. 64 della Costituzione dello Stato di Brema). Tale distinzione è tuttavia in gran parte solo formale, poiché le autorità del comune e dello Stato spesso coincidono. Cambiano invece la composizione del consiglio comunale e del Parlamento dello Stato di Brema, in quanto quest'ultimo comprende anche i deputati provenienti dal comune di Bremerhaven. Da quando i cittadini di paesi UE residenti nello Stato di Brema hanno diritto di voto alle elezioni comunali, a loro, a seconda della loro residenza, è permesso soltanto l'elezione dei consiglieri della città-comune di Brema o di quelli del comune di Bremerhaven, mentre non possono eleggere i deputati del parlamento dello Stato di Brema.

## Geografia fisica
Brema è situata sulle rive della Weser a circa 60 km dalla foce nel Mare del Nord. Il fiume, in corrispondenza della città, si allarga e quindi è navigabile da navi di grosse dimensioni permettendo l'esistenza del porto. Brema è la più antica città-stato tedesca, ricca di monumenti e musei, nonché secondo porto commerciale della Germania.
La città più vicina è Amburgo, posta circa 95 km a nord-est.
A Brema è presente un importante aeroporto, l'Aeroporto internazionale (City Airport Bremen) che essendo situato a soli 3,5 km dal centro geografico della città, dalla chiusura di Berlino-Tempelhof (2 km) detiene il primato in Europa fra gli aeroporti più centrali.

## Storia

### Cronologia
782: Prima citazione della città su documenti scritti
787: Carlo Magno fonda la diocesi di Brema trasformando la città nel centro religioso più importante del Nord Europa
845: Insediamento dell'arcidiocesi di Amburgo-Brema
888: Re Arnolfo concede alla città i diritti di mercato
1043-1072: Primo periodo di crescita economica sotto l'arcivescovo Adalberto
1076: Adamo da Brema conclude la sua storia dell'arcidiocesi di Amburgo e cita la scoperta dell'America da parte dei Vichinghi
1300: costruzione delle mura cittadine
Nel XIII secolo indipendenza dal potere arcivescovile
1358: Brema diventa membro della Lega Anseatica
1619: Viene iniziata la costruzione del porto
1646: Dopo la guerra contro la Svezia nel corso della Guerra dei Trent'anni Brema diventa libera città
1783: Inizio dei traffici commerciali con gli USA
1815: Brema ottiene dal Congresso di Vienna lo status di stato sovrano e diviene parte della federazione tedesca
1827: fondazione di Bremerhaven
1849: apre la Kunsthalle Bremen
1871: Fondazione dell'impero tedesco. Brema entra a far parte come stato dell'impero con il titolo di "libera città anseatica".
1928: Inaugurazione dei Columbuskaje a Bremerhaven, dai quali più di sette milioni di emigranti si sono imbarcati per l'America
1945: Brema e Bremerhaven divengono prima zona d'occupazione britannica e poi americana
1947: 21 gennaio: costituzione dello Stato di Brema di cui la città di Brema diventa la capitale
1949: Lo Stato di Brema (l'unione fra la città di Brema e la città di Bremerhaven) diventa uno Stato Membro della Repubblica Federale di Germania
2004: Il municipio storico e il simbolo dell'indipendenza dello stato, la statua di Rolando, entrano nella lista dei Patrimoni dell'Umanità dell'UNESCO

### Antichità e Medioevo
Nel 150 d.C. il geografo Claudio Tolomeo menziona l'insediamento di Fabiranum o Phabiranum, nel luogo in cui sorgerà poi Brema. All'epoca, la regione, oggi chiamata Germania nord-occidentale era abitata dalla popolazione germanica dei Cauci. Verso la fine del III secolo, la popolazione si era mischiata con i Sassoni.
Durante le guerre sassoni (772-804), i Sassoni, guidati da Vitichindo, combatterono contro i Franchi della Germania occidentale, i fondatori dell'impero carolingio, e persero la guerra.
Carlo Magno, re dei Franchi, emanò una nuova legge, la Lex Saxonum. Tale legge affermava che ai Sassoni non era permesso venerare Odino (il dio dei Sassoni) e che essi dovevano convertirsi al Cristianesimo, pena la morte. Questo periodo fu chiamato "cristianizzazione".
Nel 787 Willehad fu il primo vescovo di Brema. Nell'848 l'arcidiocesi di Amburgo si fuse con la diocesi di Brema e, nei secoli successivi, i vescovi di Brema divennero la forza primaria nella cristianizzazione della Germania settentrionale.
Le prime mura della città furono erette nel 1032. In quel periodo, iniziarono a crescere i commerci con la Norvegia, l'Inghilterra e i Paesi Bassi settentrionali e la città accrebbe, allo stesso modo, la propria importanza.
Nel 1186, il Principe Arcivescovo di Brema Hartwig di Uthlede e il suo balivo confermarono il dominio arcivescovile sulla città, che fu riconosciuta come entità politica dotata di un sistema legislativo autonomo.
Le proprietà all'interno delle mura non potevano essere soggette al dominio feudale; ciò era vero anche per i servi della gleba che acquistavano una proprietà, purché riuscissero a vivere in città per un anno e un giorno; al termine di tale periodo, essi venivano riconosciuti come persone libere. Il patrimonio veniva ereditato liberamente senza alcun diritto feudale di reversione. Questo privilegio permise a Brema di ottenere in seguito lo statuto di città libera dell'Impero.
In realtà, Brema non aveva una completa autonomia dai principi arcivescovi, in quanto non c'era libertà di religione e gli abitanti erano ancora costretti a pagare le tasse ai principi arcivescovi. Brema assunse un duplice ruolo: partecipò alle Diete del vicino principe-arcivescovato come parte dei territori di Brema e pagò le tasse per la quota che le spettava. Giacché la città rappresentava il maggiore contribuente, il suo consenso era molto ricercato. In questo modo la città esercitò un potere fiscale e politico all'interno del principe-arcivescovato; essa infatti non permetteva al principe arcivescovo di governare senza il suo consenso.
Nel 1260, Brema aderì alla Lega Anseatica.
Nel 1350, il numero di abitanti raggiunse quota 20 000. Intorno a quell'anno, l'Hansekogge divenne una specialità di Brema.
Nel 1362, i rappresentanti della città resero omaggio ad Alberto II, principe arcivescovo di Brema a Langwedel. In segno di riconoscenza, Alberto confermò alla città i suoi privilegi e ratificò una pace tra la città e il conte Gerardo III di Hoya, che dal 1358 teneva prigionieri alcuni cittadini di Brema. La città riuscì a ottenerne la liberazione.
Nel 1365, una tassa aggiuntiva, imposta per pagare il riscatto, scatenò una rivolta di cittadini e artigiani, che fu repressa in modo violento dal consiglio cittadino. Nel 1366 Alberto II cercò di trarre vantaggio dalla tensione che si era creata tra il consiglio di Brema e le corporazioni, i cui membri espulsero alcuni consiglieri dalla città. Quando tali consiglieri si appellarono ad Alberto II affinché li aiutasse, molti cittadini considerarono questo atto come un tradimento contro la città. L'appello ai principi li avrebbe solamente indotti ad abolire l'autonomia della città.
Nella notte del 29 maggio 1366, le truppe di Alberto invasero la città. In seguito, la città dovette di nuovo rendergli omaggio; il Rolando di Brema, simbolo della città, fu demolito e fu istituito un nuovo consiglio, che concesse ad Alberto un credito corrispondente all'esorbitante somma di 20 000 marchi di Brema.
Tuttavia i consiglieri dell'assemblea precedente, che si erano rifugiati nella Contea di Oldenburg, riuscirono ad ottenere il sostegno dei Conti e riconquistarono la città il 27 giugno 1366. I membri del consiglio provvisorio furono considerati traditori e decapitati, mentre la città recuperava de facto la propria autonomia.

### Età moderna
Nel 1939 vennero aggregati alla città di Brema i comuni di Aumund, Blumenthal, Farge, Grohn, Hemelingen, Lesum, Mahndorf e Schönebeck, fino ad allora appartenuti alla Prussia, e la città di Vegesack e i comuni di Büren, Grambkermoor e Lesumbrok, fino ad allora appartenenti al circondario di Brema nel Land di Brema.

### Le distruzioni della seconda guerra mondiale
Millennium 2 è il nome dell'attacco aereo su Brema dato dal capo del Bomber Command inglese, Arthur Harris, in quanto replica dell'attacco su Colonia effettuato un mese prima con 1 000 bombardieri. Nella notte del 26 giugno 1942, 1 067 velivoli si alzarono in volo per « [...] annientare la città e il porto di Brema». A causa delle mutate condizioni meteorologiche, però, non si verificò la tempesta di fuoco che avrebbe dovuto avvolgere il centro cittadino. Questa si verificò invece il 19 agosto 1944, durante il 132º attacco. Oltre 10 000 bombe al fosforo e 108 000 spezzoni incendiari provocarono 1054 vittime. L'ultima incursione, la 173ª, ebbe luogo il 24 aprile 1945, appena un giorno prima dell'irruzione dei carri armati americani.
In totale, le 890 000 bombe sganciate su Brema causarono la distruzione dell'85% del centro storico e la morte di 3 562 persone.

## Monumenti e luoghi d'interesse
- Municipio
- Statua di Rolando
- Cattedrale di San Pietro
- Böttcherstraße
- Schnoor
- Schütting
- Piazza del Mercato
- Deutsche Bank

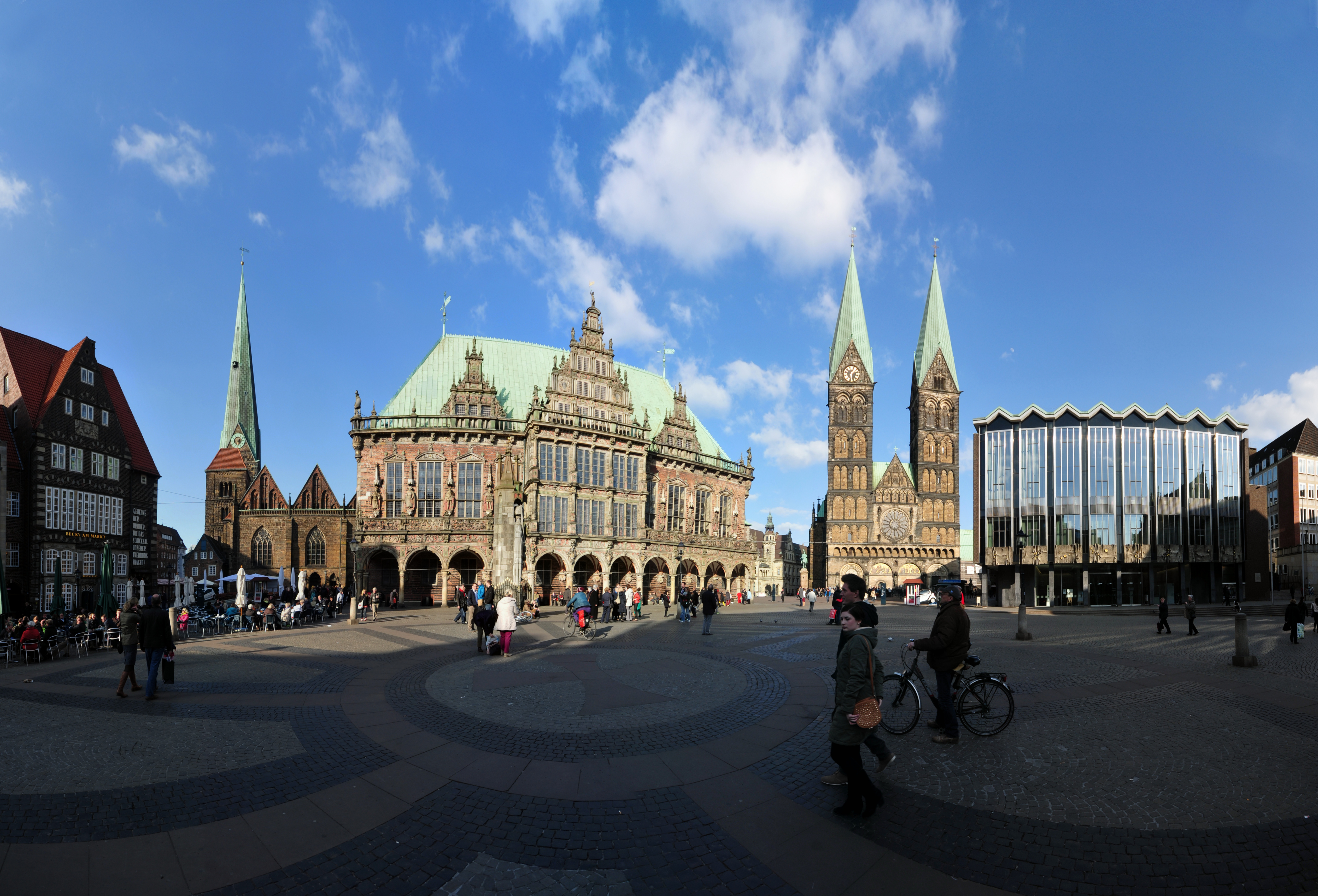
La piazza del Mercato dove si affacciano i maggiori monumenti cittadini.

- chiesa di San Martino, che conserva un pregevole organo monumentale

## Cultura

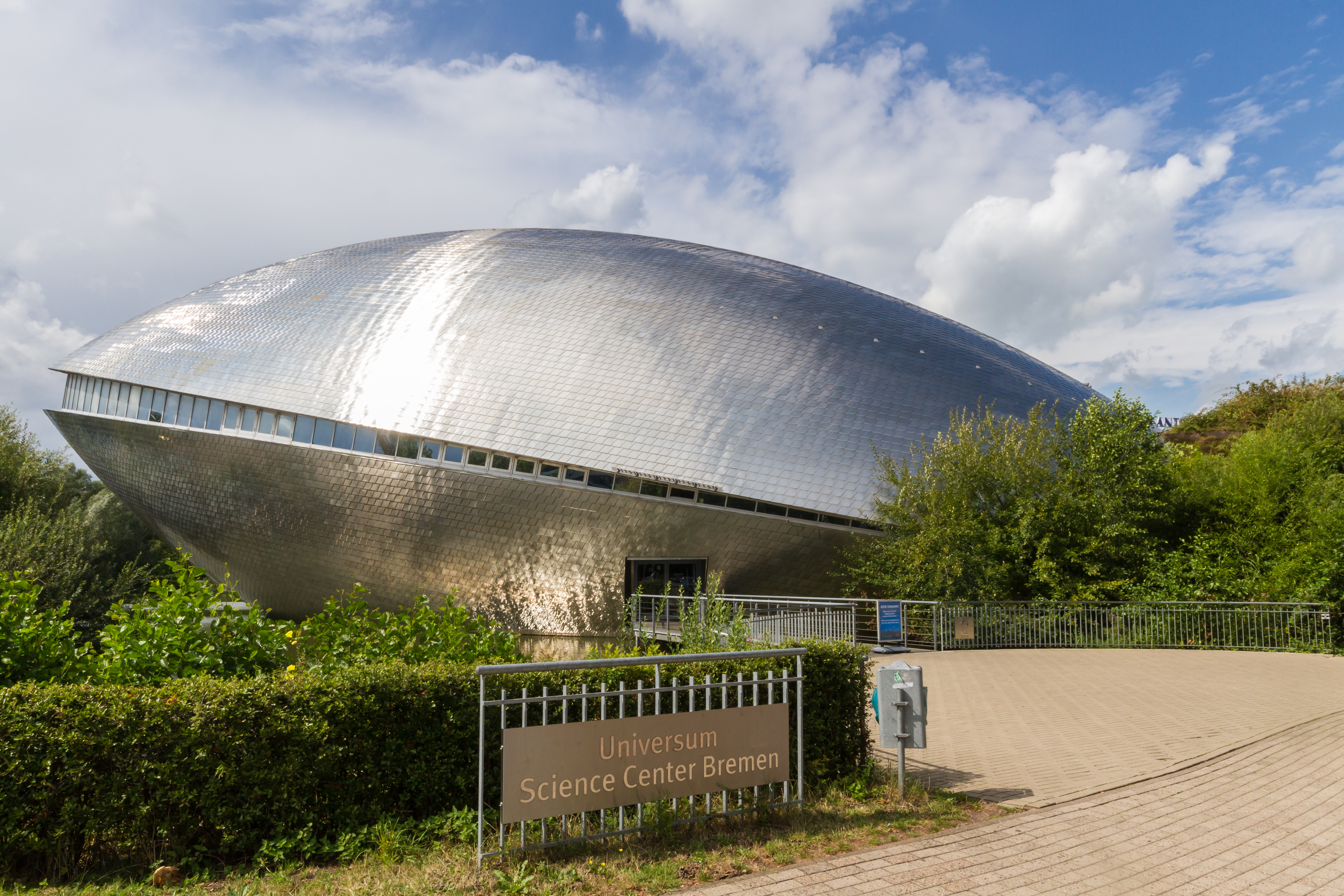
L'Universum.

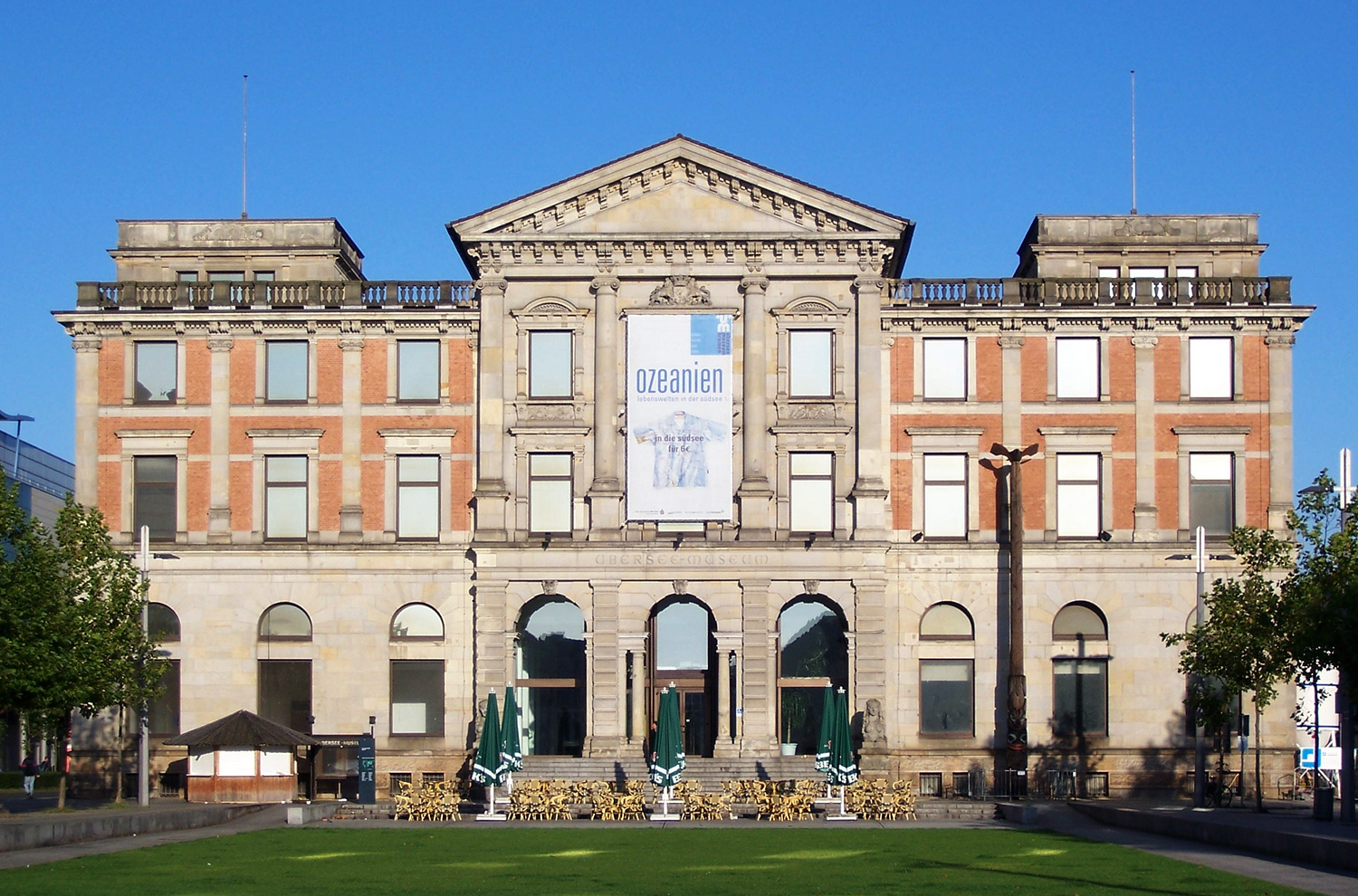
Prospetto dell'edificio dell'Übersee-Museum.

È ambientata in questa città la storia de I musicanti di Brema, favola dei fratelli Grimm, ricordata da una statua bronzea sita in piazza del municipio. Dall'XI secolo vi si svolge il Freimarkt, un mercato e festa popolare.
Il 10 aprile del 1868, nella cattedrale di San Pietro, avvenne la prima esecuzione di Ein deutsches Requiem, per soli, coro e orchestra, di Johannes Brahms.

### Istruzione e ricerca
A Brema hanno sede l'Università di Brema, fondata nel 1971 ma cresciuta fino a contare circa 19 000 studenti nel semestre 2016/17, e la Jacobs University Bremen (già International University Bremen), fondata nel 2001 e con lezioni in inglese. Inoltre vi è una accademia d'arte (Hochschule für Künste Bremen).
A Brema ha anche sede la scuola per cadetti piloti dell'aerolinea di bandiera tedesca (European Flight Academy).

### Musei
- Kunsthalle - Museo d'arte ove è esposta la Madonna dell'Umiltà di Masolino (1423)
- Übersee-Museum - Museo etnografico e di Storia Naturale con esposizioni permanenti relative all'Asia, Oceano Pacifico, Oceania, Americhe ed Africa. In particolare espone le rare mappe dell'Oceano Pacifico redatte dai popoli della Micronesia ed in particolare delle Isole Marshall che dal 1884 al 1919 furono una colonia della Germania Imperiale, parte della Nuova Guinea Tedesca.
- Universum Bremen - museo scientifico

## Clima
| Brema               | Mesi | Mesi | Mesi | Mesi | Mesi | Mesi | Mesi | Mesi | Mesi | Mesi | Mesi | Mesi | Stagioni | Stagioni | Stagioni | Stagioni | Anno |
| Brema               | Gen  | Feb  | Mar  | Apr  | Mag  | Giu  | Lug  | Ago  | Set  | Ott  | Nov  | Dic  | Inv      | Pri      | Est      | Aut      | Anno |
| ------------------- | ---- | ---- | ---- | ---- | ---- | ---- | ---- | ---- | ---- | ---- | ---- | ---- | -------- | -------- | -------- | -------- | ---- |
| T. max. media (°C)  | 3    | 3,9  | 7,6  | 12,4 | 17,5 | 20,7 | 21,8 | 22,0 | 18,6 | 13,7 | 7,8  | 4,3  | 3,7      | 12,5     | 21,5     | 13,4     | 12,8 |
| T. min. media (°C)  | −1,9 | −1,6 | 0,3  | 3,1  | 7,1  | 10,3 | 12,0 | 11,8 | 9,2  | 6,0  | 2,4  | −0,3 | −1,3     | 3,5      | 11,4     | 5,9      | 4,9  |
| Precipitazioni (mm) | 55   | 46   | 46   | 50   | 64   | 69   | 82   | 79   | 62   | 55   | 62   | 62   | 163      | 160      | 230      | 179      | 732  |

## Economia

### Visione generale
I porti bremensi a Brema e Bremerhaven sono il secondo porto tedesco (il primo è Amburgo). La varietà di merci che vi transitano è molto ampia e spazia dai prodotti alimentari (pesci, formaggi, carni, tè, riso, tabacco, vino e agrumi) alle merci di carattere industriale: a Brema si trovano infatti anche industrie automobilistiche (Mercedes-Benz vi produce i modelli della classe C, il modello T e la Roadster SL), elettroniche, acciaierie e cantieri navali, come anche alcune industrie aerospaziali.

### Aziende
- Airbus Deutschland (Costruzione di aerei)
- Airbus Defence & Space (sviluppo di sistemi di trasporto spaziale)
- OHB (telematica, spazio, sicurezza e servizi satellitari)
- Beck & Co. KG (Birreria "Beck's", "Haake Beck", "Hemelinger", è il maggiore esportatore di birra tedesco e appartiene alla società belga InBev)
- Daimler
- Feodora (Cioccolato e pasticceria)
- Hachez (Cioccolato e pasticceria)
- Kellogg's Deutschland (Alimentari)
- Kraft Foods Deutschland (Alimentari)
- Melitta (Caffè)
- RDE, Rheinmetall Defence Electronics GmbH (Elettronica in ambito militare)
- Tchibo e Eduscho (Caffè)
- Arcelor Bremen (Acciaieria)
- Nordsee (Fast food)
- Lürssen (Costruzioni navali)

## Galleria d'immagini

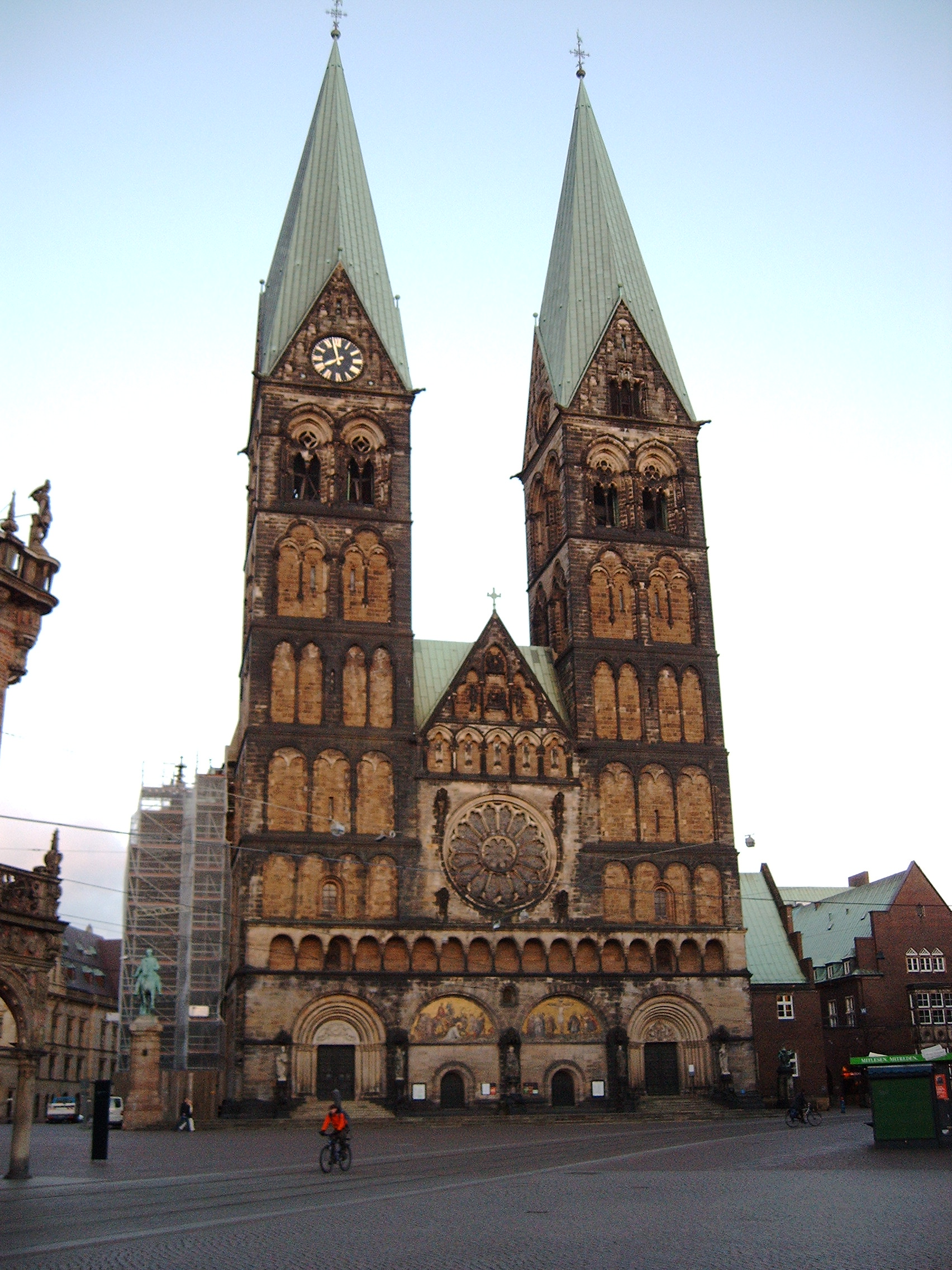
Cattedrale di San Pietro.
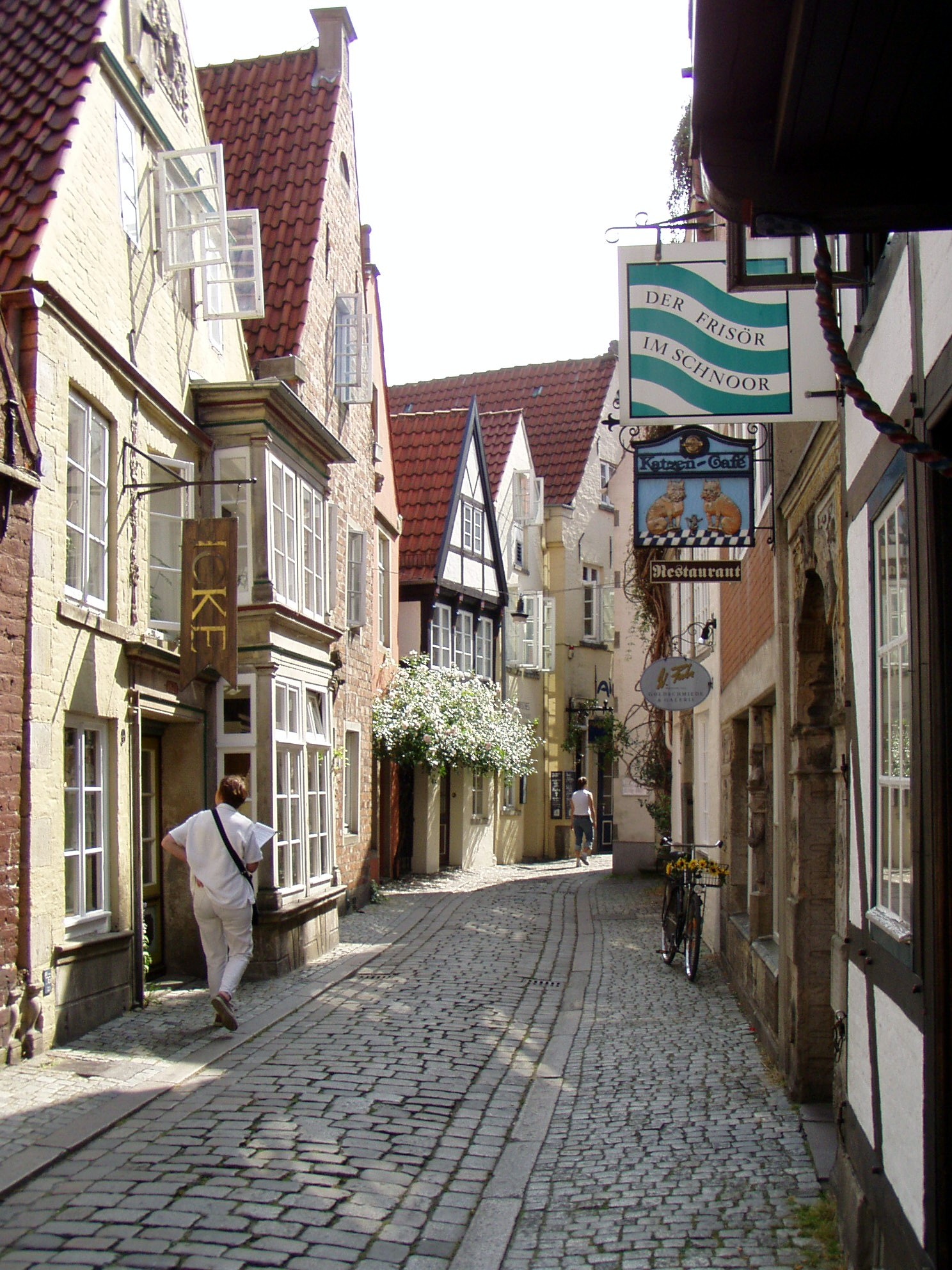
Schnoor.
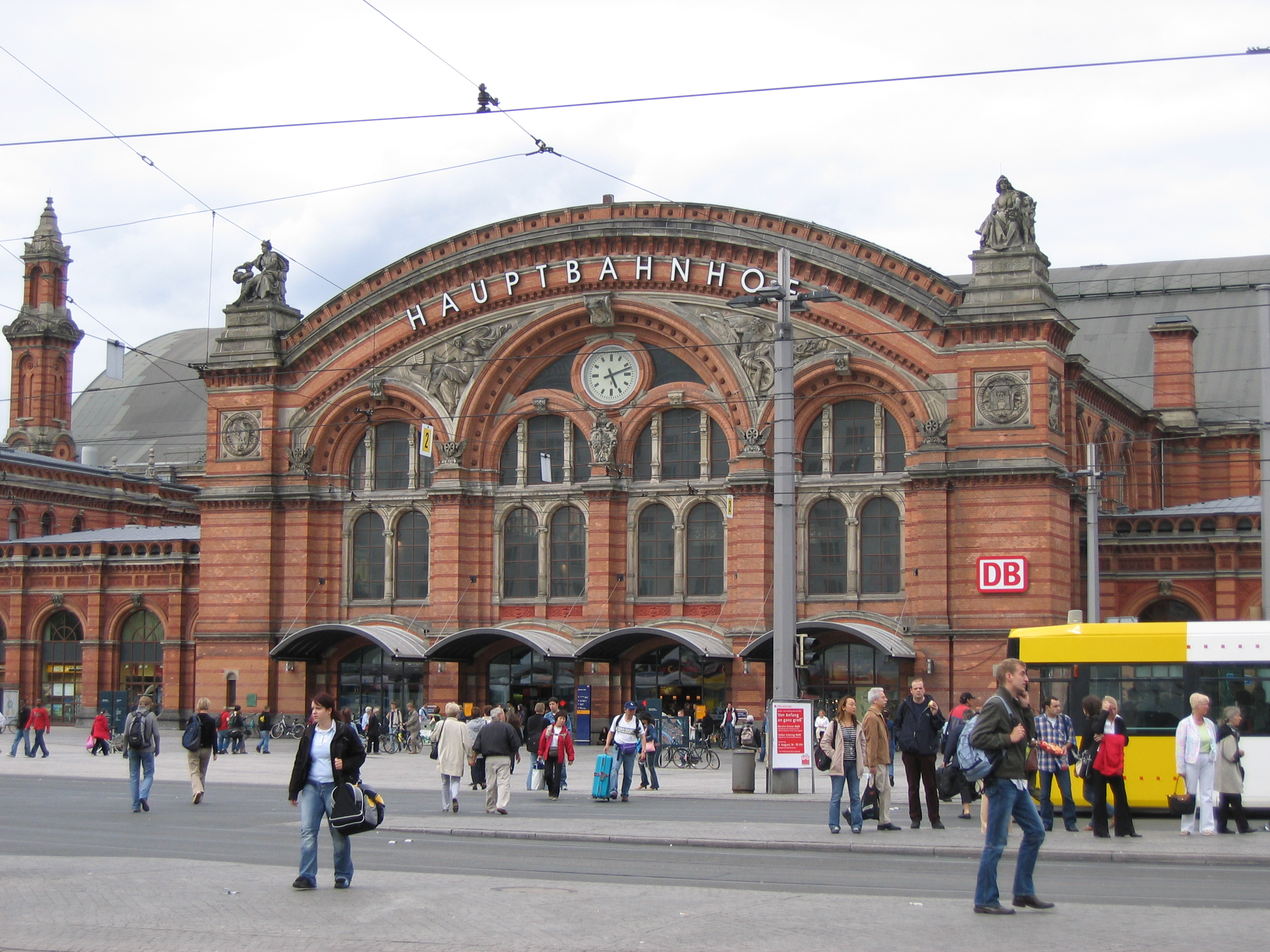
Hauptbahnhof.[N 3]
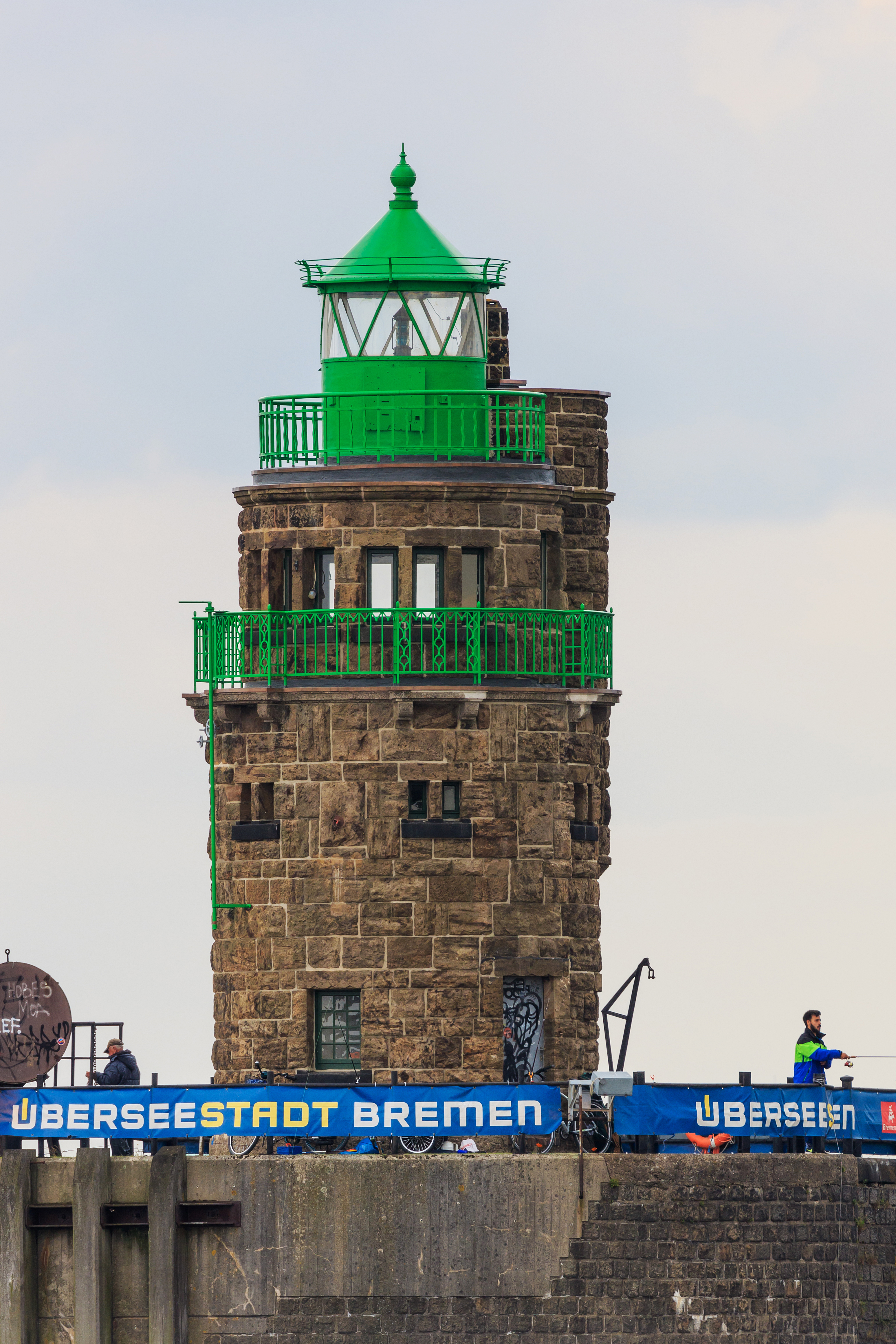
Faro del porto fluviale.

## Sport
La principale compagine calcistica cittadina è il Werder Brema, titolata squadra della Bundesliga, dove è una delle squadre detentrici del record di stagioni disputate, che gioca nello stadio cittadino "Weserstadion".
La squadra di pallacanestro era il Brema Roosters (2002-2009).

## Amministrazione

### Suddivisioni amministrative
La città di Brema è divisa in 5 distretti numerati che comprendono 23 quartieri:
| Distretto (Stadtbezirk) | Quartiere (Stadtteil)                                                                                    | Superficie (km²) | Abitanti (2008) | Densità (ab./km²) | Mappa |
| ----------------------- | --- | ---------------- | --------------- | ----------------- | ----- |
| Mitte 1                 | - Mitte - Häfen                                                                                          | 33 741           | 17 392          | 515               |       |
| Süd 2                   | - Neustadt - Obervieland - Huchting - Woltmershausen - Seehausen - Strom                                 | 66 637           | 123 303         | 1 850             |       |
| Ost 3                   | - Östliche Vorstadt - Schwachhausen - Vahr - Horn-Lehe - Borgfeld - Oberneuland - Osterholz - Hemelingen | 108 201          | 218 843         | 2 023             |       |
| West 4                  | - Blockland - Findorff - Walle - Gröpelingen                                                             | 56 606           | 89 216          | 1 576             |       |
| Nord 5                  | - Burglesum - Vegesack - Blumenthal                                                                      | 60 376           | 98 606          | 1 633             |       |

### Gemellaggi
- Danzica, dal 1976
- Riga, dal 1985
- Dalian, dal 1985
- Rostock, dal 1987
- Haifa, dal 1988
- Bratislava, dal 1989[7]
- Corinto, dal 1989
- Smirne, dal 1995
- Yokohama, dal 2001
- Windhoek